# سيرجيو فالديز (لاعب كرة قدم)
سيرجيو فالديز (بالإسبانية: Sergio Valdés)‏ هو لاعب كرة قدم تشيلي في مركز الدفاع، ولد في 22 يونيو 1935 في سانتياغو في تشيلي، وتوفي في 2 أبريل 2019 في تشيلي بسبب مرض. شارك مع منتخب تشيلي لكرة القدم. أما مع النوادي، فقد لعب مع ديبورتيس ماجالانز ونادي أونيفرسيداد كاتوليكا.

## وصلات خارجية
- سيرجيو فالديز على موقع الاتحاد الدولي (مؤرشف)  (الإنجليزية)
- سيرجيو فالديز على موقع قاعدة بيانات كرة القدم.إي يو (الإنجليزية)
- سيرجيو فالديز على موقع ناشيونال فوتبول تيمز (الإنجليزية)
- سيرجيو فالديز على موقع عالم كرة القدم.نت (الإنجليزية)